# Le Septième Juré (téléfilm)
Pour l’article homonyme, voir Le Septième Juré.
Le Septième Juré est un film de procès français réalisé en 2007 par Édouard Niermans, diffusé en 2008, d'après le roman éponyme de Francis Didelot paru en 1958.

## Synopsis
Le 7 juillet 1962, Grégoire Duval, un respectable pharmacien de province, assassine une jeune femme, Marianne Courtry, dans un moment de folie. Personne ne l'ayant vu commettre son crime, il garde le silence. Et c'est Khader Boualam, l'un des nombreux amants de la jeune femme, qui est accusé du crime à sa place. Ironie du destin, Grégoire Duval est nommé juré au procès de Khader Boualam, ayant de ce fait la charge de participer au jugement de cet homme alors qu'il est lui-même auteur du crime. Bouleversé par le sort de l'ouvrier algérien, un coupable idéal aux yeux de la bonne société de la ville dont le racisme est exacerbé par les violences de la fin de la guerre d'Algérie, Grégoire s'engage alors dans le chemin de la rédemption, contrariant ainsi sa femme et ses relations. S'illustrant à l'audience, il démontre le manque de rigueur lors de l'enquête criminelle et la faiblesse du dossier à charge, rendant l'issue du procès incertaine. Mais en cherchant à innocenter l'accusé, il dérange l'ordre social et, comme c'est souvent le cas, l'ordre importe plus que la vérité.
Avant le procès, Grégoire Duval avoue son crime à Geneviève, sa femme, peu surprise, qui l'exhorte à se taire, afin de protéger leur famille, et même si pour cela un innocent doit payer à sa place. Le  n'en est pas à son premier méfait. Dans des circonstances similaires, il a déjà assassiné, en juillet 1959, une autre jeune fille, Véronique Lebel, enterrée dans son jardin. Ce crime resté impuni est connu de son épouse, car elle l'avait surpris en train de traîner le corps de sa victime et aidé à l'ensevelir. 
Le verdict est rendu et l'ouvrier algérien est condamné à la peine capitale. Le pharmacien va alors se dénoncer auprès de son ami, le capitaine de gendarmerie chargé de l'affaire. Ce dernier, qui a déjà déduit sa culpabilité, tente de le convaincre de garder le silence et de laisser le jeune Khader subir son exécution.
Grégoire Duval, rongé par l'idée qu'un innocent, notamment au motif qu'il est d'origine étrangère, puisse être condamné à sa place, se suicide. Il rédige une lettre d'aveu avant de mettre fin à ses jours en se pendant dans une grange, celle-là même où il a étranglé la seconde jeune fille. Arrivé sur les lieux, son ami gendarme obtient la lettre par un collègue et l"empoche. Après s'être éloigné, il la lit discrètement puis la chiffonne et s'en débarrasse. Les raisons du suicide de Grégoire Duval restent donc pour tous, ou presque, un mystère. 

## Fiche technique
- Réalisation : Édouard Niermans
- Scénario : Didier Le Pêcheur, d'après le roman de Francis Didelot
- Décors : Jacques Rouxel
- Musique : Bruno Coulais
- Production : Laurent Ceccaldi et Christian Charret
- Administrateurs de production : Brigitte Evanen et Colette pedanou
- Dates de diffusion :
  - le 7 février 2008 au festival du film de télévision de Luchon
  - Le 22 février 2008 sur la Une, RTBF
  - Le 16 mai 2008 sur France 2
  - Le 18 février 2011 sur la Une, RTBF
  - Le 23 février 2011 sur France 2
  - Le 17 janvier 2012 sur TV5 Monde
  - Le 22 avril 2013 sur France 5
  - Le 14 juin 2014 sur France 3
  - Le 18 juin 2016 sur France 5
  - Le 6 aout 2018 sur France 5

## Distribution
- Jean-Pierre Darroussin : Grégoire Duval
- Isabelle Habiague : Geneviève Duval
- Pascal Elso : Capitaine (Commissaire) Valard
- Igor Mendjisky : Laurent Duval
- Éric Naggar : Juge Georges Hoppenot
- Lahcen Razzougui : Khader Boualam
- Jean-Yves Chatelais : Maître Labory
- Jacques Bachelier : L'avocat général
- Philippe Couerre : Le docteur Marmaont
- Yvon Wust : Étienne Langeron
- Jean-Paul Bonnaire : Jacques Perruchet
- Hubert Saint-Macary : Le docteur Hesse
- Laurent Manzoni : Marthouret
- Olivier Piechaczyk : Rambert
- Lucy Flamant : Marianne Courtry
- Alain Moussay : M. Courtry

## Autour du téléfilm
- Le roman de Francis Didelot avait déjà été adapté en 1961 par Georges Lautner, Le Septième Juré, avec Bernard Blier dans le rôle de Grégoire Duval.
- Audience: 5,8 millions de téléspectateurs (24,6 % de pdm).
- Le téléfilm a été tourné en partie en Alsace.
- Le scénario diffère du roman original de 1958, comme du film de 1961, notamment en ajoutant le contexte de la guerre d'Algérie et l'élément du racisme contre les Maghrébins.

## Récompenses
- 2008 : Festival de Luchon Grand Prix de la meilleure fiction unitaire
- 2008 : Fipa d'or d'interprétation masculine pour Jean-Pierre Darroussin
- 2008 : Fipa d'or de la meilleure fiction unitaire